# 펜나도모
펜나도모(이탈리아어: Pennadomo)는 이탈리아 아브루초주 키에티도에 있는 코무네이다.